# Slim Summerville
Slim Summerville, né le 10 juillet 1892 à Albuquerque et mort le 6 janvier 1946 à Laguna Beach, est un acteur et réalisateur américain

## Biographie
Il a fait ses débuts parmi les Keystone Cops dans des films produits par Mack Sennett. Acteur vedette de nombreux films burlesques, au temps du muet, il fut souvent nommé en France 'Vermicel'.

## Filmographie partielle

### Années 1910
- 1914 : Un béguin de Charlot (Caught in the Rain) de Charles Chaplin : un policier
- 1914 : Charlot dentiste (Laughing Gas) de Charles Chaplin : un patient
- 1914 : Charlot et les Saucisses (Mabel's Busy Day) de Mack Sennett : un policier
- 1914 : Charlot mitron (Dough and Dynamite) de Charles Chaplin : un boulanger
- 1914 : Charlot et Mabel aux courses (Gentlemen of Nerve) de Charles Chaplin
- 1914 : Le Roman comique de Charlot et Lolotte (Tillie's Punctured Romance) de Mack Sennett : un policier
- 1914 : La Culotte magique de Fatty (Fatty's Magic Pants) de Roscoe Arbuckle : un policier
- 1914 : Charlot et Fatty dans le ring (The Knockout) de Charles Avery : le spectateur turbulent
- 1914 : Charlot garçon de théâtre (The Property Man) de Charles Chaplin : un spectateur (non crédité)
- 1914 : Charlot rival d'amour (Those Love Pangs) de Charles Chaplin
- 1915 : Le Neveu de Fatty (en) (Fatty's New Role) de Roscoe Arbuckle
- 1915 : Their Social Splash d'Arvid E. Gillstrom et F. Richard Jones : Harold
- 1916 : His Bread and Butter d'Edward F. Cline : le propriétaire du café
- 1917 : Les Déboires de Philomène (Are Waitresses Safe?) de Hampton Del Ruth et Victor Heerman
- 1917 : Erreur de chambre (A Bedroom Blunder) de Edward F. Cline et Hampton Del Ruth : préposé au comptoir

### Années 1920
- 1927 : Le Perroquet chinois (The Chinese Parrot) de Paul Leni
- 1927 : L'Étrange Aventure du vagabond poète (The Beloved Rogue) d'Alan Crosland : Jehan
- 1928 : Le Dernier Avertissement (The Last Warning) de Paul Leni
- 1929 : La Tigresse (Tiger Rose) de George Fitzmaurice

### Années 1930
- 1930 : : L'Amérique a soif (See America Thirst) de William J. Craft
- 1930 : La Féerie du jazz (King of Jazz) de John Murray Anderson et Pál Fejös
- 1930 : Trois de la cavalerie (Troopers Three) de B. Reeves Eason et Norman Taurog
- 1930 : À l'Ouest, rien de nouveau (All Quiet on the Western Front) de Lewis Milestone : Tjaden
- 1930 : Son homme (Her Man) de Tay Garnett : le Suédois
- 1930 : The Little Accident de William J. Craft
- 1931 : Spéciale première (The Front Page) de Lewis Milestone : Irving Pincus
- 1931 : The Bad Sister, de Hobart Henley : Sam
- 1932 : Tête brûlée (Airmail) de John Ford : Slim McCune
- 1932 : Tom Brown of Culver de William Wyler
- 1933 : Her First Mate de William Wyler
- 1935 : La Jolie Batelière de Victor Fleming : Fortune Friendly
- 1936 : Capitaine Janvier (Captain January) de David Butler : Capitaine Nazro
- 1936 : Le Médecin de campagne (The Country Doctor) de Henry King
- 1936 : White Fang de David Butler
- 1936 : Pepper de James Tinling
- 1937 : Week-end mouvementé (Fifty Roads to Town) de Norman Taurog
- 1937 : L'Amour en première page (Love Is News) de Tay Garnett : Juge Hart
- 1938 : Patrouille en mer (Submarine Patrol) de John Ford : Spuds Fickett
- 1938 : Mam'zelle vedette (Rebecca of Sunnybrook Farm) d'Allan Dwan : Homer Busby
- 1938 : Les Pirates du micro (Kentucky Moonshine) de David Butler
- 1939 : Charlie Chan à Reno (Charlie Chan in Reno) de Norman Foster
- 1939 : Le Brigand bien-aimé (Jesse James) de Henry King : le gardien de prison
- 1939 : Henry Goes Arizona de Edwin L. Marin : Shérif Parton

### Années 1940
- 1940 : You Nazty Spy! de Jules White
- 1940 : Gold Rush Maisie d'Edwin L. Marin, J. Walter Ruben et Norman Taurog
- 1941 : Les Pionniers de la Western Union (Western Union) de Fritz Lang : Herman, le cuistot
- 1941 : La Route au tabac (Tobacco Road) de John Ford : Henry Peabody
- 1941 : Niagara Falls de Gordon Douglas
- 1944 : Bride by Mistake (en) de Richard Wallace
- 1946 : The Hoodlum Saint de Norman Taurog : Eel

### Réalisateur
- 1924 : Easy Money
- 1924 : Unreal News Reel No. 2
- 1924 : Hello, 'Frisco